# 薄昭
薄昭（？—前170年），吴人，漢朝薄太后之弟弟，漢文帝劉恆的舅父，封轵（今河南省濟源市軹城鎮）侯、車騎將軍，犯殺人罪，被賜死。
在諸呂之亂，劉恆尚為代王時，薄昭曾與朝廷中的太尉周勃聯繫，迎立劉恆之事宜，劉恆登基後，薄昭以外戚之貴，封為轵侯。文帝時周勃被誣告、下獄，薄昭曾積極救之，最後得保周勃平安。漢文帝十年（前170年），薄昭因故殺死了朝廷使者，依漢朝法律這是死罪，漢文帝不願下令處死舅舅，派公卿去勸薄昭刎頸自殺。薄昭不肯，漢文帝派「群臣喪服往哭之，乃自殺。」一說是薄昭與漢文帝玩六博，薄昭輸局應當罰酒，侍郎甲故意給薄昭少倒酒。侍郎乙認為侍郎甲是偏袒薄昭，當場呵斥侍郎甲。薄昭大怒，趁侍郎乙休假期間派人殺死他。漢文帝因而逼迫薄昭自殺。